# ルワンダの国旗
ルワンダの国旗（Flag of Rwanda）は、2001年10月25日に制定された。
緑、黄色、水色はそれぞれ、平和、繁栄への希望、国民を表す。右上には24本の光の太陽がデザインされている。
旧国旗は赤・黄・緑の汎アフリカ色旗の中央部分に、ルワンダの頭文字「R」が使われていた。この国旗は1990年から1994年の「ルワンダ紛争」での大量虐殺（ジェノサイド）と印象づけられたため、変更となった。

?ベルギー統治時代の旗
?1959年-1961年（ルワンダ王国時代）の国旗
?1961-1962年（ルワンダ王国時代）の国旗
?1962年-2001年の国旗